# Comisión de Planificación y Coordinación Estratégica del Plan Nacional de Inversiones Hidrocarburíferas
La Comisión de Planificación y Coordinación Estratégica del Plan Nacional de Inversiones Hidrocarburíferas de Argentina fue una comisión del Poder Ejecutivo Nacional dependiente del Ministerio de Economía.
Fue creada por decreto n.º 1277/2012 «Soberanía Hidrocarburífera» del 25 de julio de 2015 de la presidenta Cristina Fernández de Kirchner. La Comisión de Planificación y Coordinación Estratégica del Plan Nacional de Inversiones Hidrocarburíferas fue puesta en el ámbito de la Secretaría de Política Económica y Planificación de Desarrollo, dependiente del Ministerio de Economía. El Poder Ejecutivo estableció como misión de dicha comisión la redacción del Plan Nacional de Inversiones Hidrocarburíferas como su nombre lo indica. Creó el «Registro Nacional de Inversiones Hidrocarburíferas» a fin de contribuir a la política hidrocarburífera nacional.
En 2015 por decreto n.º 272/2015 del 29 de diciembre de ese año del presidente Mauricio Macri, se disolvió la comisión y sus funciones fueron transferidas al Ministerio de Energía y Minería.